# Гонсалес, Кёртис
Кёртис Гонсалес (англ. Curtis Gonzales; род. 26 января 1989, Тринидад и Тобаго) — тринидадский футболист, защитник клуба «Дефенс Форс» и национальной сборной Тринидад и Тобаго.

## Карьера
Начинал свою карьеру в клубе «Ма Пау». В 2011 году Гонсалес перешел в «Дефенс Форс», за который он выступает до сих пор. Вместе с командой Гонсалес становился чемпионом страны.

### Сборная
За сборную Тринидада и Тобаго Кёртис Гонсалес дебютировал 21 января 2012 года в товарищеском матче против сборной Финляндии, в котором она потерпела поражение со счетом 2:3. Через год защитник вошел в заявку национальной команды в розыгрыше Золотого кубка КОНКАКАФ в США. С тех пор он периодически продолжил привлекаться в её ряды.
В 2018 году Гонсалес исполнял роль капитана сборной в товарищеских матчах.

## Достижения
- Чемпион Тринидада и Тобаго: 2012/13, 2019/20.